# Гура Ваиј (Њамц)
Гура Ваиј (рум. Gura Văii) насеље је у Румунији у округу Њамц у општини Ђиров. Oпштина се налази на надморској висини од 427 m.

## Становништво
Према подацима из 2002. године у насељу је живело 576 становника, од којих су сви румунске националности.